# 咸家站
咸家站（韓語：함가역）是朝鮮民主主義人民共和國平安北道球场郡球场里的一個鐵路車站，属于平德线。

## 邻近车站
平德线
杜日嶺站 - 咸家站 - 坵丹站